# 295. п. н. е.

## Догађаји
- Битка код Сентина